# Dar Bni Karrich
Dar Bni Karrich  (in arabo دار بني قريش‎?) è un centro abitato e comune rurale del Marocco situato nella provincia di Tétouan, regione di Tangeri-Tetouan-Al Hoceima. Conta una popolazione di 8 499 abitanti (censimento 2014).